# Tituly a vyznamenání Alžběty II.

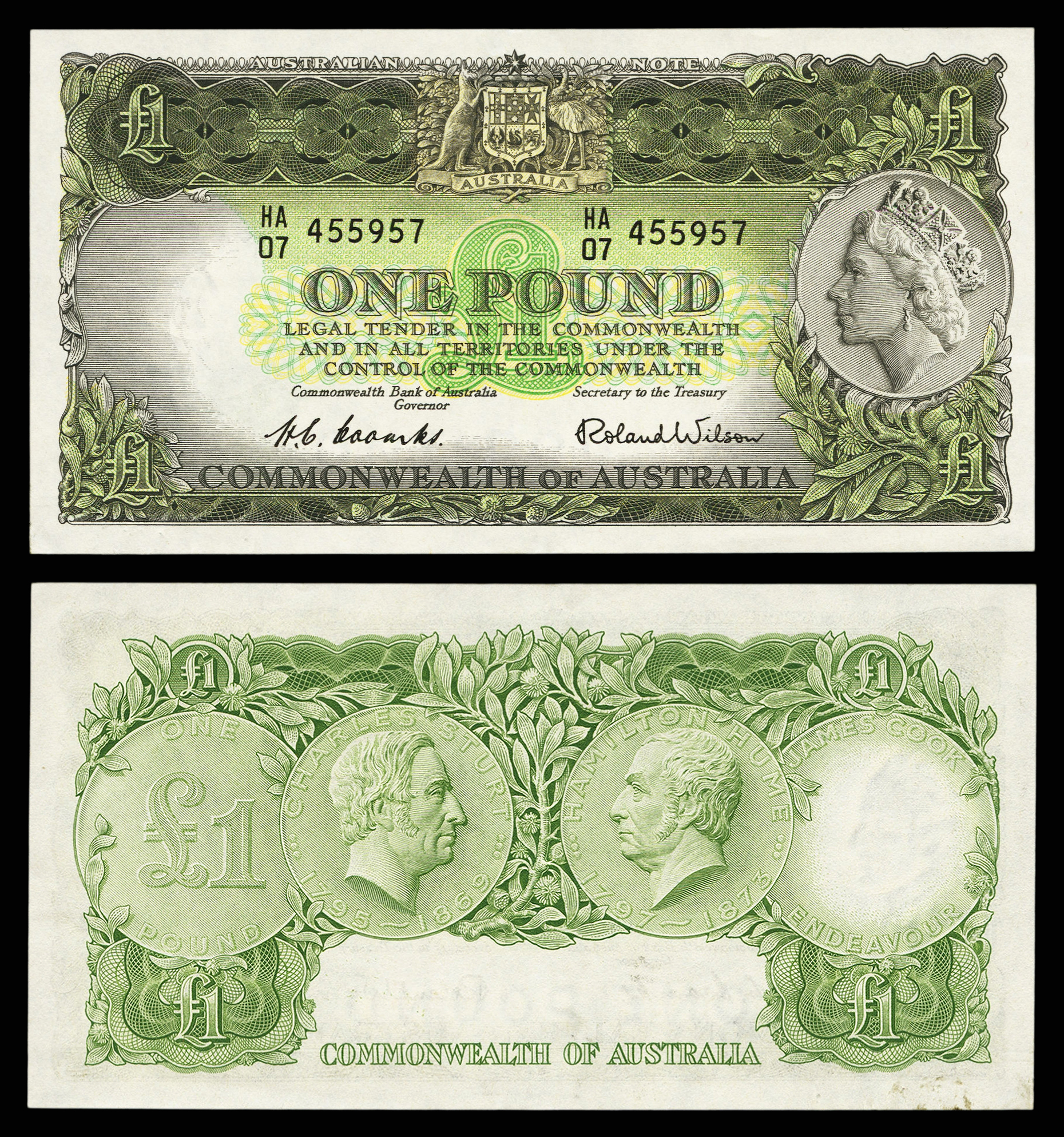
Australská bankovka z roku 1952 s portrétem Alžběty II.

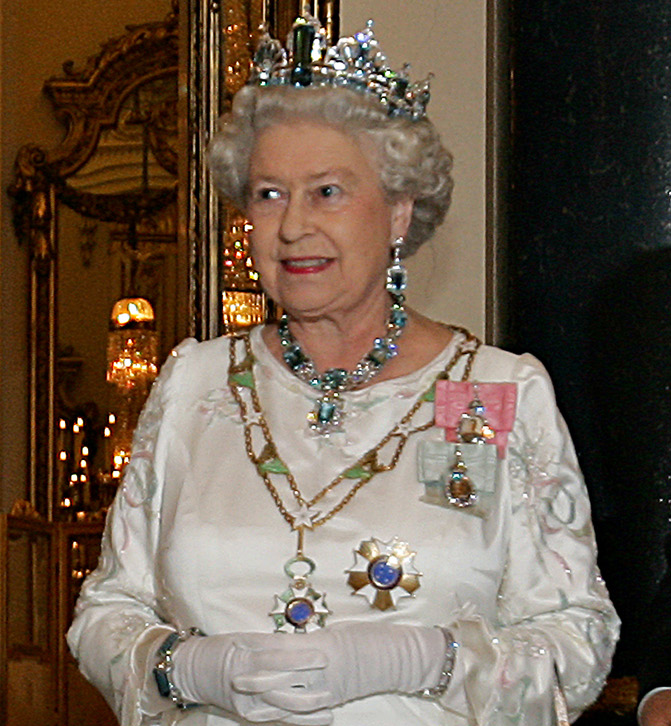
Alžběta II. s několika vyznamenáními včetně Řádu Jižního kříže

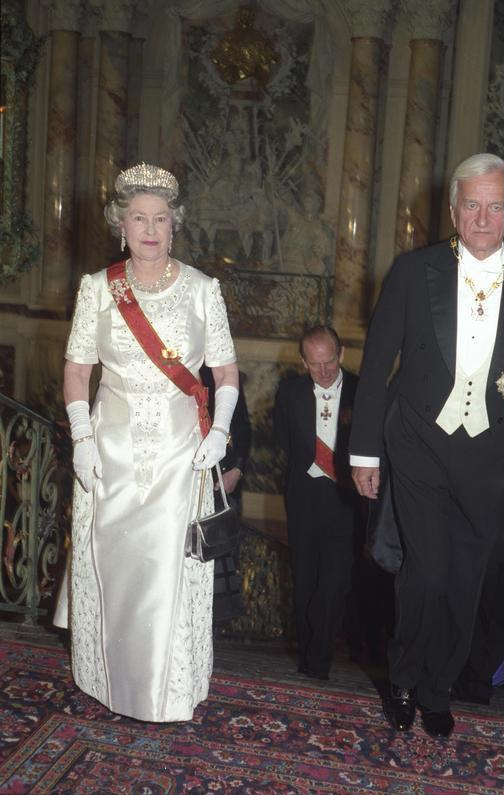
Alžběta II. v roce 1992

Alžběta II., královna 15 nezávislých států označovaných jako Commonwealth realm (Antigua a Barbuda, Austrálie, Bahamy, Belize, Grenada, Jamajka, Kanada, Nový Zéland, Papua Nová Guinea, Svatý Kryštof a Nevis, Svatá Lucie, Svatý Vincenc a Grenadiny, Šalomounovy ostrovy, Tuvalu a Spojené království Velké Británie a Severního Irska), během svého života obdržela řadu národních i zahraničních titulů a ocenění. Od nástupu na trůn 6. února 1952 byla také velmistrem britských řádů.

## Tituly
- 21. dubna 1926 – 11. prosince 1936: Její královská Výsost princezna Alžběta z Yorku
- 11. prosince 1936 – 20. listopadu 1947: Její královská Výsost princezna Alžběta
- 20. listopadu 1947 – 6. února 1952: Její královská Výsost princezna Alžběta, vévodkyně z Edinburghu
- 6. února 1952 – 8. září 2022: Její Veličenstvo královna

Před nástupem na trůn se Alžbětin osobní tajemník budoucí královny zeptal na její královské jméno. Ona odpověděla, že si samozřejmě ponechá to své. Až do roku 1953 zněl její oficiální titul:  z milosti Boží, královna Velké Británie, Irska a britských dominií v zámoří, obránkyně víry (anglicky: Grace of God, of Great Britain, Ireland and the British Dominions beyond the Seas, Queen, Defender of the Faith. Pod tímto titulem byla prohlášena královnou v Kanadě a Jihoafrické republice, zatímco v Austrálii, na Novém Zélandu a ve Spojeném království byla prohlášena královnou s oficiálním titulem Královna Alžběta II.,  z milosti Boží královna království a dalších jejích království a teritorií, hlava Commonwealthu, obránkyně víry (anglicky: Queen Elizabeth the Second, by the Grace of God Queen of this Realm and of Her other Realms and Territories, Head of the Commonwealth, Defender of the Faith).
Rozhodnutí o oficiálním titulu královny bylo dosaženo na sněmu předsedů vlád Commonwealthu v roce 1952, kdy bylo rozhodnuto, že královna může užívat v každém státu odlišný styl titulu bez ohledu na další své role. Kanada preferovala titul Alžběta II,  z milosti Boží, královna  Kanady a dalších království a teritorií, hlava Commonwealthu, obránkyně víry (anglicky: Elizabeth the Second, by the Grace of God, Queen of Canada and of Her other realms and territories, Head of the Commonwealth, Defender of the Faith), zatímco Austrálie si přála mít ve všech královniných titulech odkaz na Spojené království. Proto byl schválen zákon o královských titulech a osloveních, podle kterého byl v každé části Commonwealth realm královně přiřknut odlišný avšak podobný titul. Takže v roce své korunovace se stala držitelkou sedmi samostatných titulů.
S postupným vývojem od dob korunovace se Alžběta II. postupně stala držitelkou šestnácti odlišných královských titulů, pro každou zemi Commonwealth realm jeden. Ve všech státech Commonwealth realm vyjma Kanady a Grenady, byly odkazy na Spojené království odstraněny. Austrálie tak učinila roku 1973 a po dvaceti letech od korunovace změnila svůj názor, neboť dříve odkaz na Spojené království v titulu královny prosazovala. Tradičně jsou tituly vyjma Spojeného království uváděny v pořadí v jakém se jednotlivé státy stávaly součástí dominií, jmenovitě Kanada (1867), Austrálie (1901), Nový Zéland (1907). Následují tituly ostatních zemí v pořadím v jakém získávaly nezávislost, konkrétně Jamajka (1962), Barbados (1966), Bahamy (1973), Grenada (1974), Papua Nová Guinea (1975), Šalomounovy ostrovy (1978), Tuvalu (1978). Svatá Lucie (1979), Svatý Vincenc a Grenadiny (1979), Belize (1981), Antigua a Barbuda (1981) a Svatý Kryštof a Nevis (1983).
Ačkoliv byla situace stejná ve všech částech království, pouze ve Skotsku vyvolalo jméno Alžběta II. kontroverze, neboť ve Skotsku nikdy nevládla žádná Alžběta I. Poté, co se staly poštovní schránky s královským monogramem EIIR cílem vandalů, byly zavedeny schránky nové, pouze s vyobrazením skotské koruny. Během soudní kauzy z roku 1953 bylo napadeno právo královny užívat ve Skotsku titul Alžběta II., který podle MacCormicka byl porušením Zákonů o unii z roku 1707. Případ však prohrál z důvodu, že dle soudu neměli stěžovatelé právo žalovat korunu a také proto, že se Zákony o unii nevztahovaly na záležitost číslování panovníků. Winston Churchill poté navrhl, aby budoucí britští panovníci byli číslování podle anglických či skotských předchůdců podle toho, které číslo by bylo vyšší.

### Commonwealth realm
- Antigua a Barbuda
  - 1982 – 8. září 2022: Její Veličenstvo Alžběta II.,  z milosti Boží, královna Antiguy a Barbudy a jejích dalších království a teritorií, hlava Commonwealthu

- Austrálie
  - 6. února 1952 – 1953: Její Veličenstvo Alžběta II., z milosti Boží, královna Velké Británie, Irska a britských dominií v zámoří, obránkyně víry
  - 1953–1973: Její Veličenstvo Alžběta II., z milosti Boží, královna Spojeného království, Austrálie a dalších království a teritorií, hlava Commonwealthu, obránkyně víry[11]
  - 1973 – 8. září 2022: Její Veličenstvo Alžběta II., z milosti Boží královna Austrálie a jejích dalších království a teritorií, hlava Commonwealthu
- Bahamy
  - 1973 – 8. září 2022: Její Veličenstvo Alžběta II.,  z milosti Boží, královna Commonwealthu Baham a jejích dalších království a teritorií, hlava Commonwealthu
- Belize
  - 1981 – 8. září 2022: Její Veličenstvo Alžběta II.,  z milosti Boží, královna Belize a jejích dalších království a teritorií, hlava Commonwealthu
- Grenada
  - 1974 – 8. září 2022: Její Veličenstvo Alžběta II., z milosti Boží, královna Spojeného království Velké Británie a Severního Irska a Grenady a jejích dalších království a teritorií, hlava Commonwealthu
- Jamajka
  - 1962 – 8. září 2022: Její Veličenstvo Alžběta II., z milosti Boží, královna Jamajky a jejích dalších království a teritorií, hlava Commonwealthu
- Kanada
  - 6. února 1952 – 29. května 1953: Její Veličenstvo Alžběty II.,  z milosti Boží, královna Velké Británie, Irska a britských dominií v zámoří, obránkyně víry
  - 29. května 1953 – 8. září 2022: Její Veličenstvo Alžběta II., z milosti Boží, královna Spojeného království, Kanady a jejích dalších království a teritorií, hlava Commonwealthu, obránkyně víry[12][pozn. 1]
- Nový Zéland
  - 6. února 1952 – 1953: Její Veličenstvo Alžběta II., z milosti Boží, královna Velké Británie, Irska a britských dominií v zámoří, obránkyně víry
  - 1953–1974: Její Veličenstvo Alžběta II, z milosti Boží, královna Spojeného království, Nového Zélandu a jejích dalších království a teritorií, hlava Commonwealthu, obránkyně víry
  - 1974 – 8. září 2022: Její Veličenstvo Alžběta II. z milosti Boží, královna Nového Zélandu a jejích dalších království a teritorií, hlava Commonwealthu, obránkyně víry
- Papua Nová Guinea
  - 1975 – Její Veličenstvo Alžběta II., z milosti Boží, královna Papuy Nové Guineje a jejích dalších království a teritorií, hlava Commonwealthu[13]
- Spojené království
  - 6. února 1952 – 28. května 1953: Alžběta II., z milosti Boží, královna Velké Británie, Irska a britských dominií v zámoří, obránkyně víry
  - 29. května 1953 – 8. září 2022: Alžběta II., z milosti Boží, královna Spojeného království Velké Británie a Severního Irska a jejích dalších království a teritorií, hlava Commonwealthu, obránkyně víry[2][14]
- Svatá Lucie
  - 1979 – Její Veličenstvo Alžběta II., z milosti Boží, královna Svaté Lucie a jejích dalších království a teritorií, hlava Commonwealthu
- Svatý Kryštof a Nevis
  - 1983 – Její Veličenstvo Alžběta II., z milosti Boží, královna Svatého Kryštofa a Nevise a jejích dalších království a teritorií, hlava Commonwealthu
- Svatý Vincenc a Grenadiny
  - 1979 – Její Veličenstvo Alžběta II., z milosti Boží, královna Svatého Vincence a Grenadin a jejích dalších království a teritorií, hlava Commonwealthu
- Šalomounovy ostrovy
  - 1978 – Její Veličenstvo Alžběta II., z milosti Boží, královna Šalomounových ostrovů a jejích dalších království a teritorií, hlava Commonwealthu[15]
- Tuvalu
  - 1978 – Její Veličenstvo Alžběta II.,  z milosti Boží, královna Tuvalu a jejích dalších království a teritorií, hlava Commonwealthu

### Bývalí členové
- Barbados
  - 1966 – 30. listopadu 2021: Její Veličenstvo Alžběta II.,  z milosti Boží, královna Barbadosu a jejích dalších království a teritorií, hlava Commonwealthu
- Cejlon
  - 1953–1972: Alžběta II., královna Cejlonu a jejích dalších království a teritorií, hlava Commonwealthu[16]
- Fidži
  - 1970–1987: Její Veličenstvo Alžběta II., z milosti Boží, královna Fidži a jejích dalších království a teritorií, hlava Commonwealthu
- Gambie
  - 1965–1970: Její Veličenstvo Alžběta II., královna Gambie a jejích dalších království a teriotirí, hlava Commonwealthu[pozn. 2]
- Ghana
  - 1957–1960: Její Veličenstvo Alžběta II., královna Ghany a jejích dalších království a teritorií, hlava Commonwealthu
- Guyana
  - 1966–1970: Její Veličenstvo Alžběta II., z milosti Boží, královna Guyany a jejích dalších království a teritorií, hlava Commonwealthu
- Keňa
  - 1963–1964: Její Veličenstvo Alžběta II., královna Keni a jejích dalších království a teritorií, hlava Commonwealthu
- Jihoafrická republika
  - 1953–1961: Alžběta II., královna Jižní Afriky a jejích dalších království a teritorií, hlava Commonwealthu[16][17]
- Malawi
  - 1964–1966: Její Veličenstvo Alžběta II., z milosti Boží, královna Malawi a jejích dalších království a teritorií, hlava Commonwealthu
- Malta
  - 1964–1974: Její Veličenstvo Alžběta II., z milosti Boží, královna Malty a jejích dalších království a teritorií, hlava Commonwealthu[16]
- Mauricius
  - 1968–1992: Její Veličenstvo Alžběta II., královna Mauricia a jejích dalších království a teritorií
- Nigérie
  - 1960–1963: Její Veličenstvo Alžběta II., královna Nigérie a jejích dalších království a teritorií, hlava Commonwealthu
- Pákistán
  - 1953–1956: Alžběta II., královna Spojeného království a jejích dalších království a teritorií, hlava Commonwealthu
- Sierra Leone
  - 1961–1971: Její Veličenstvo Alžběta II., královna Sierra Leone a jejích dalších království a teritorií, hlava Commonwealthu
- Tanganika
  - 1961–1962: Její Veličenstvo Alžběta II., královna Tanganiky a jejích dalších království a teritorií, hlava Commonwealthu
- Trinidad a Tobago
  - 1962–1976: Její Veličenstvo Alžběta II., z milosti Boží, královna Trinidadu a Tobagu a jejích dalších království a teritorií, hlava Commonwealthu
- Uganda
  - 1962–1963: Její Veličenstvo Alžběta II., z milosti Boží, královna Ugandy a jejích dalších království a teritorií, hlava Commonwealthu

### Neoficiální tituly
- Britská Kolumbie
  - 1959 – 8. září 2022: Mother of all People (česky: matka všech lidí)[18]
- Fidži
  - 1998–2012: Tui Viti or Vunivalu (česky: královna nebo hlavní šéfka Fidži)
- Gibraltar
  - 6. května 2010 – 8. září 2022: královna Gibraltaru[pozn. 3][19][20]
- Guernsey
  - 6. února 1952 – 8. září 2022: vévoda normandský
- Jamajka
  - 1952 – 8. září 2022: Missis Queen nebo The Queen Lady[21][22]
- Jersey
  - 6. února 1952: vévoda normandský
- Ostrov Man
  - 6. února 1952 – 8. září 2022: Lord of Mann
- Nebraska
  - Admirál Nebrasky
- Nový Zéland
  - 1952 – 8. září 2022: Kotuku (anglicky: The White Heron, česky: volavka bílá)[23]

## Vojenské hodnosti
- Kanada
  - 6. února 1952 – 1. února 1968: vrchní velitel Kanadského královského námořnictva
  - 6. února 1952 – 1. února 1968: vrchní velitel Kanadské armády
  - 6. února 1952 – 1. února 1968: vrchní velitel Royal Canadian Air Force
  - 1. února – 8. září 2022: vrchní velitel Kanadských ozbrojených sil
- Spojené království
  - 24. února 1945 – 26. července 1945: čestný Second Subaltern, Auxiliary Territorial Service[24]
  - 26. července 1945 – 24. července 1947: čestný Junior Commander, Auxilliary Territorial Service[25]
  - 24. července 1947 – 1. února 1949: čestný Senior Controller, Auxilliary Territorial Service[26]
  - 1. února 1949 – březen 1950: čestný Senior Controller, Women's Royal Army Corps[27]
  - březen 1950 – 6. února 1952: čestný Brigadier, Women's Royal Army Corps
  - 6. února 1952 – 8. září 2022: vrchní velitel Britských ozbrojených sil
  - 1. dubna 1964 – 10. června 2011: Lord High Admiral Královského námořnictva

## Vyznamenání

### Vyznamenání Britského Commonwealthu

#### Hlava řádů od 6.února 1952
- Podvazkový řád
- Řád indické koruny
- Nejctihodnější řád sv. Jana Jeruzalémského
- Královský Viktoriin řetěz
- Řád za zásluhy
- Řád společníků cti
- Řád bodláku
- Řád svatého Patrika
- Řád lázně
- Řád svatého Michala a svatého Jiří
- Řád britského impéria
- Řád za vynikající službu
- Imperiální řád Za zásluhy
- Řád indické hvězdy
- Řád Indické říše
- Řád Britské Indie
- Indický řád za zásluhy
- Barmský řád
- Královský rodinný řád krále Jiřího IV.
- Královský řád Viktorie a Alberta
- Královský rodinný řád krále Edvarda VII.
- Královský rodinný řád královny Alžběty II.
- Antigua a Barbuda
  -  Řád národního hrdiny – od 31. prosince 1998
  -  Řád národa – od 31. prosince 1998
  -  Řád za zásluhy – od 31. prosince 1998
  -  Řád knížecího dědictví – od 31. prosince 1998
- Austrálie
  -  Řád Austrálie – od 14. února 1975[28]
- Bahamy
  -  Řád za zásluhy Baham – od 1996
  - Řád národního hrdiny – od 2016
  - Řád národa – od 2016
  - Řád znamenitosti – od 2016
  - Řád vyznamenání – od 2016
  - Řád za zásluhy – od 2016
- Barbados
  -  Řád Barbadosu – od 27. července 1980
- Belize
  - Řád národního hrdiny – od 16. srpna 1991
  -  Řád Belize – od 16. srpna 1991
  -  Řád vyznamenání – od 16. srpna 1991
- Grenada
  - Řád národního hrdiny – od 31. prosince 2007
  -  Řád Grenady – od 31. prosince 2007
- Kanada
  -  Řád Kanady – od 17. dubna 1967[29]
  -  Řád za vojenské zásluhy – od 1. července 1972[30]
  -  Řád za zásluhy policejních sil – od 3. října 2000
- Nový Zéland
  -  Řád za službu královně – od 13. března 1975[31]
  -  Řád Nového Zélandu – od 6. února 1987[32]
  -  Řád za zásluhy Nového Zélandu – od 30. května 1996[33]
- Papua Nová Guinea
  -  Řád Logohu – od 23. srpna 2005
  -  Řád hvězdy Melanésie – od 2005
- Svatá Lucie
  -  Řád Svaté Lucie – od 1980[34]
- Svatý Kryštof a Nevis
  -  Řád národního hrdiny – od 1998
  -  Řád Svatého Kryštofa a Nevisu – od 2005
- Šalomounovy ostrovy
  -  Řád Šalomounových ostrovů – od 1981
- Tuvalu
  -  Řád za zásluhy – od 1. října 2016

#### Osobní vyznamenání – Řády
- Královský rodinný řád krále Jiřího V. – 1935
- Královský rodinný řád krále Jiřího VI. – 1937[35]
- dáma Podvazkového řádu (LG) – 11. listopadu 1947
- členka Řádu indické koruny (CI) – 12. června 1947[36]
- dáma velkokříže Nejctihodnějšího řádu svatého Jana Jeruzalémského (GCStJ) – 8. července 1947[37]
- Kanada
  - člen Řádu Dogwood – 1971

#### Osobní vyznamenání – Medaile
- Korunovační medaile Jiřího V. – 1935
- Korunovační medaile Jiřího VI. – 1937
- Medaile Za obranu – 1945
- Válečná medaile 1939–1945 – 1945
- Canadian Forces Decoration s pěti sponami (CD) – 1951
- Naval Long Service and Good Conduct Meal s pěti sponami – 11. října 2016[38][39]
- Army Long Service and Good Conduct Medal s pěti sponami – 11. října 2016
- RAF Long Service and Good Condcut Medal s pěti sponami – 11. října 2016

### Zahraniční vyznamenání
- Afghánistán
  -  Řád nejvyššího slunce – 1971[40]
- Argentina
  -  velkokříž s řetězem Řádu osvoboditele generála San Martína – 1960
- Bahrajn
  -  řetěz Řádu al-Chalífy – 1979
- Belgie
  -  velkostuha Řádu Leopolda – 1963
- Botswana
  -  člen Prezidentského řádu (POB) – 1979[41]
- Brazílie
  -  velkokříž s řetězem Řádu Jižního kříže – 1968
- Brunej
  -  člen I. třídy Královského rodinného řádu Bruneje (DK) – 1972[41]
  -  Královský rodinný řád koruny Bruneje (DKMB) – 1992[41]
  -  Medaile stříbrného výročí brunejského sultána – 1992
- Česko
  -  Řád Bílého lva I. třídy s řetězem – 1996[42]
- Dánsko
  -  rytíř Řádu slona (RE) – 1947
- Dominika
  -  Dominikánská cena cti (DAH) – 1985[41]
- Egypt
  -  řetěz Řádu Nilu – 1975
- Egyptské království
  -  velkostuha Řádu ctností – 1948
- Estonsko
  -  řádový řetěz Řádu kříže země Panny Marie – 19. října 2006[43][44]
- Etiopské císařství
  -  řetěz Řádu Šalomounovy pečeti – 1954
- Finsko
  -  velkokříž s řetězem Řádu bílé růže – 1961[45]
- Francie
  -  velkokříž Řádu čestné legie – 1948
- Gabon
  -  velkokříž Řádu rovníkové hvězdy – 1969
- Gambie
  -  velkokomtur Řádu republiky (GCRG) – 1974[41]
- Ghana
  -  čestný společník Řádu ghanské hvězdy (CSG) – 2007[46]
- Chile
  -  velkokříž s řetězem Řádu za zásluhy – 1965
- Chorvatsko
  -  Velký řád krále Tomislava – 12. prosince 2001 – udělil prezident Stjepan Mesić za mimořádný osobní přínos k rozvoji mezistátních a přátelských vztahů mezi Chorvatskem a Spojeným královstvím[47]
- Indonésie
  -  Řád hvězdy Indonéské republiky I. třídy – 1974
- Irák
  -  řetěz Řádu Hašímovců – 1956
- Island
  -  velkokříž s řetězem Řádu islandského sokola – 19. listopadu 1963[48]
- Itálie
  -  velkokříž s řetězem Řádu zásluh o Italskou republiku – 1958
- Japonsko
  -  velkostuha s řetězem Řádu chryzantémy – 1962
  -  Zlatá záslužná medaile Japonského červeného kříže – 1975
  -  Zlatá medaile čestného člena Japonského červeného kříže – 1975
- Jižní Afrika
  -  velkokříž Řádu dobré naděje – 1995[41]
  -  Řád společníků O. R. Tamba – 2010 – udělil prezident Jacob Zuma[49]
- Jižní Korea
  -  Velký řád Mungunghwa – 1986
- Jordánsko
  -  řetěz Řádu al-Husajna bin Alího – 1953
  -  velkohostuha Řádu al-Husajna bin Alího – 1984
- Jugoslávie
  -  Řád jugoslávské hvězdy – 1972
- Kamerun
  -  velkokříž Řádu za chrabrost – 1963
- Katar
  -  Řetěz nezávislosti – 1979
- Kazachstán
  -  člen Řádu zlatého orla – 2000
- Keňa
  -  Řád zlatého srdce Keni (CGH) – 1972[41]
- Kolumbie
  -  velkokříž s řetězem Řádu Boyacá – 1993
- Kuvajt
  -  řetěz Řádu Mubáraka Velikého – 1979
  -  člen speciální třídy Řádu Kuvajtu – 1995
- Libérie
  -  rytíř velkostuhy Řádu liberijských průkopníků – 1961
  -  rytíř velkostuhy s řetězem Řádu liberijských průkopníků – 1979
  -  velkostuha Řádu africké hvězdy – 1962
- Libye
  -  řetěz Řádu Idrise I. – 1954
- Litva
  -  velkokříž Řádu Vitolda Velikého se zlatým řetězem
- Lotyšsko
  -  velkokříž s řetězem Řádu tří hvězd – 1996
- Lucembursko
  -  rytíř Nassavského domácího řádu zlatého lva – 1972
- Maďarsko
  -  velkokříž s řetězem Záslužného řádu Maďarské republiky – 1991
- Malajsie
  -  Řád říšské koruny (DMN) – 1972[41][50]
- Malawi
  -  velkokomtur Řádu lva – 1979[41]
- Maledivy
  -  člen Řádu Ghaazi (NGIV) – 1972[41]
- Mali
  -  velkostuha Národního řádu Mali – 1961
- Malta
  -  čestný společník cti Národního řádu za zásluhy (KUOM) – 28. května 1992[41]
  -  čestný společník cti s řetězem Národního řádu za zásluhy – 23. října 2000
  -  čestný člen Řádu Xirka Ġieħ ir-Repubblika (SG) – 23. listopadu 2005
- Maroko
  - speciální třída Řádu Muhammada – 1980
- Mexiko
  -  řádový řetěz Řádu aztéckého orla – 1973
- Německo
  -  velkokříž speciální třídy Záslužného řádu Spolkové republiky Německo – 1958
- Nepál
  -  Řád Ojaswi Rajanya – 1949
- Nigérie
  -  velkokomtur Řádu Nigeru (GCON) – 1969[2]
  -  velkokomtur Řádu federativní republiky (GCFR) – 1989[51]
- Nizozemsko
  -  velkokříž Řádu nizozemského lva – 1950
- Norsko
  -  velkokříž s řetězem Řádu svatého Olafa – 1955
- Omán
  -  člen I. třídy Řádu Ománu – 1979
  -  člen Řádu al Saída – 1982
- Pákistán
  -  Řád Pákistánu (NPk) – 1960[2][41]
- Panama
  -  řetěz Řádu Manuela Amadora Guerrera – 1953
- Peru
  -  velkokříž s diamanty Řádu peruánského slunce – 1960
  -  velkokříž Řádu za zásluhy – 1998
- Pobřeží slonoviny
  -  velkokříž Národního řádu Pobřeží slonoviny – 1961
- Polsko
  -  velkokříž Řádu za zásluhy Polské republiky – 1991
  -  Řád bílé orlice – 1996
- Portugalsko
  -  Stuha tří řádů – 1955
  -  velkokříž s řetězem Řádu svatého Jakuba od meče (GCoISE) – 1978
  -  velkokříž s řetězem Řádu věže a meče – 1993
- Rakousko
  -  velkohvězda Čestného odznaku Za zásluhy o Rakouskou republiku – 1966[52]
- Rumunsko
  -  I. třída Řádu hvězdy Rumunské socialistické republiky – 1978, vrácen 1989[pozn. 4]
  -  velkokříž s řetězem Řádu rumunské hvězdy – 2000
- Řecko
  -  velkokříž Řádu Spasitele (GCR) – 1963
- Saúdská Arábie
  -  řetěz Řádu krále Abd al-Azíze – 1979
  - Řetěz Badru – 1979
- Senegal
  -  velkokříž Národního řádu lva – 1961
- Singapur
  -  Řád Temasek (DUT (1st)) – 1972[2][41]
- Slovensko
  -  Řád bílého dvojkříže I. třídy – 23. října 2008 – udělil prezident Ivan Gašparovič[53][54]
- Slovinsko
  - zlatý Řád svobody Slovinské republiky – 5. prosince 2001 – za zásluhy o posílení přátelských mezistátních vztahů mezi Slovinskem a Spojeným královstvím[55]
  -  Řád za mimořádné zásluhy – 13. června 2008 – za zásluh o rozvoj a posílení přátelských mezistátních vztahů mezi Slovinskem a Spojeným královstvím a za její přínos k upevnění mezinárodního míru a za mnoho činů humanitární povahy[56]
- Spojené arabské emiráty
  -  Řád Zajda – 25. listopadu 2010 – udělil prezident Chalífa bin Saíd Ál Nahján[57]
  -  řetěz Řádu federace – 1989
- Súdán
  -  velký řetěz Řádu cti – 1964
- Španělsko
  -  rytíř velkokříže Řádu Karla III. – 18. dubna 1986 – udělil španělský král Juan Carlos I.[58]
  -  rytíř Řádu zlatého rouna – 5. května 1989 – udělil španělský král Juan Carlos I.[59]
- Švédsko
  -  členka Řádu Serafínů (LSerafO) – 1953
  -  členka s řetězem Řádu Serafínů (LSerafO m kedja) – 1975
- Thajsko
  -  dáma Řádu Mahá Čakrí – 19. července 1960[60]
- Tonga
  -  Řád královny Sālote Tupou III. – 19. prosince 1953[61]
- Trinidad a Tobago
  -  Trinity Cross Medal ve zlatě (TC) – 1985[41]
- Tunisko
  -  řetěz Řádu nezávislosti – 1961
  -  řetěz Řádu republiky – 1980
- Turecko
  -  člen I. třídy Řádu Turecké republiky – 14. května 2008
- Zair
  -  velkostuha Národního řádu levharta – 1973